# Quatuor à cordes d'Albéric Magnard

Le quatuor à cordes en mi mineur opus 16 d'Albéric Magnard fut composé en 1902 ; le quatuor de Maurice Ravel date de la même année.
Il s'agit de l'unique quatuor du compositeur dont l'œuvre pour musique de chambre se limite à quelques pièces. Si la composition fut difficile, comme peut témoigner la correspondance du musicien avec Guy Ropartz, l'œuvre est une des plus importantes de Magnard, avec sa symphonie no 4 et sa Sonate pour violon et piano.
La première eut lieu en 1904. 
D'une durée approximative de 40 minutes, il comporte les quatre mouvements suivants : 
- Sonate. Animé
- Sérénade
- Chant funèbre
- Danses